# (3412) Kafka
(3412) Kafka – planetoida z pasa głównego planetoid.

## Odkrycie
Została odkryta 10 stycznia 1983 roku w Obserwatorium Palomar przez Randolpha Kirka i Donalda Rudy'ego. Nazwa planetoidy pochodzi od Franza Kafki, niemieckojęzycznego pisarza z Pragi. Przed jej nadaniem planetoida nosiła oznaczenie tymczasowe (3412) 1983 AU2.

## Orbita
(3412) Kafka okrąża Słońce w ciągu 3 lat i 117 dni w średniej odległości 2,22 j.a. Planetoida należy do rodziny planetoidy Flora nazywanej też czasem rodziną Ariadne.